# ضوء مرهق
الضوء المُرهق (بالإنجليزية: Tired light)‏ هي فرضية قديمة لتفسير آليات الانزياح نحو الأحمر اقتُرحت كتفسير بديل لعلاقة الانزياح نحو الأحمر بالمسافة. افتُرض هذا النموذج كبديل للنماذج التي تتحدث عن تمدد الكون، وأشهرها الانفجار العظيم ونظرية الحالة الثابتة. طُرحت تلك الفرضية سنة 1929م على يد فريتز زفيكي، الذي اقترح أنه إذا فقدت الفوتونات طاقة عبر الزمن عبر تصادمها بالجسيمات الأخرى بصورة منتظمة، فستظهر الأجسام البعيدة أكثر احمرارًا من الأجسام الأقرب. وقد اعترف زفيكي نفسه بأن أي نوع من تشتت الضوء، سوف يجعل صور الأجسام البعيدة أقل وضوحًا مما نراها. إلا أن رصد ازدياد سطوع المجرات عبر الزمن والإبطاء الزمني للأجسام الكونية والطيف الحراري لإشعاع الأمواج الصغرية للخلفية الكونية، نفت صحة فرضية الضوء المرهق.